# 小川頼重
小川 頼重（おがわ よりしげ）は、安土桃山時代の武士。

## 生涯
当初は伊勢国司北畠氏に仕えたが、織田信長によって没落した後は家臣を引き連れて浪人し、三河国に移る。駿府城主だった徳川家康に仕官し、久能山勤番を命じられた。その後、相模国玉縄の館、江戸城鉄門の番を歴任する。慶長5年（1600年）に没したが嗣子はなく、家名は弟の三益の家系（後に小河氏と改称）に移った。また伊勢より従えていた家臣団は、青山忠成と内藤清成に同心として預けられた。